# Otto Weininger
Otto Weininger (Bécs, 1880. április 3. – Bécs, 1903. október 4.) zsidó származású osztrák filozófus. Geschlecht und Charakter (Nem és jellem) című műve öngyilkosságát követően vált népszerűvé. Ebben arról ír, hogy minden élőlény férfi és női szubsztancia bizonyos arányú keverékéből áll, ahol a férfias komponens aktív, tudatos, morális és logikus, míg a női mindezek ellentéte. A könyv Über das Judentum című fejezetében a zsidóságot, a judaizmust a negatív női szubsztanciával kapcsolja össze, ami által a mű a modern kori antiszemitizmus egyik fontos hivatkozási pontjává vált.

## Élete
Zsidó műkereskedő második gyermekeként született. Két nővérével és bátyjával együtt nevelkedett. Apjától, Leopold Weiningertől (1852–1922) örökölte jártasságát több nyelvben, érzékét az aranyművességhez és az antiszemitizmust. Anyja iskolázatlansága már fiatal korában megerősítette benne a nők alacsonyabb rendűségéről alkotott elképzelését. A Schottengymnasiumba járt, ahol a klasszikus nyelvek mellett megtanult franciául, angolul, olaszul, spanyolul és norvégul. Veleszületett betegsége miatt rendszeresen epilepsziás rohamoktól szenvedett. Zsidónak nevelték, de 1902. július 21-én áttért a protestáns vallásra. 1898-1902-ig volt az Universität Wien hallgatója. Friedrich Jodl-nál írta disszertációját Eros und Psyche címmel. Jodl túlságosan extravagánsnak tartotta a művet, ami ennek ellenére – Nem és Jellem (Geschlecht und Charakter) cím alatt kiadva – hatalmas sikert aratott. Valószínűleg egyetlen doktori disszertáció sem ért meg annyi kiadást, mint ez a '40-es évekig. Norvégiában, Németországban és Olaszországban folytatott utazásai alatt írta meg posztumusz megjelent Über die Letzten Dinge című művét, amely rövid esszéjellegű írások mellett aforizmákat tartalmaz.
1903 szeptemberében, hazatérése után azt a szobát bérelte ki, amelyben Beethoven meghalt. Miután apját és bátyját értesítette szándékáról, itt lőtte mellkason magát. Mire rokonai a helyszínre érkeztek, meghalt. Élete és korai látványos halála nagyon gyorsan kultuszt teremtett a fiatal filozófus köré. Temetésén többek közt olyan hírességek vettek részt, mint Ludwig Wittgenstein és Franz Kafka. Barátja, Moritz Rappaport kissé patetikus és rettentő elfogult visszaemlékezéseiben egészen különleges eseményként írja le. Állítólag Weininger temetésének napján részleges napfogyatkozás volt Bécsben, „die genau in dem Momente endigte, als sein Leib in die Erde gesenkt wurde”. (Az igazság kedvéért érdemes megemlíteni, hogy természetesen nem volt részleges napfogyatkozás a temetés napján, még abban az évben sem. 1905. augusztus 30-án volt Bécsben teljes, majd 1906. február 23-án részleges napfogyatkozás.) Látványos öngyilkossága még jobban erősítette a személyét övező misztikus kultuszt. Már életében zseninek tartotta mindenki. Tanárától, Jodl-tól kezdve egészen Freudig, aki vitájuk és a fiatal filozófus lekezelő modora ellenére is elismerte zsenialitását. Ezt csak fokozta a '30-as évek közepétől, hogy Hitler is nagyra tartotta Weiningert.

## Nem és jellem

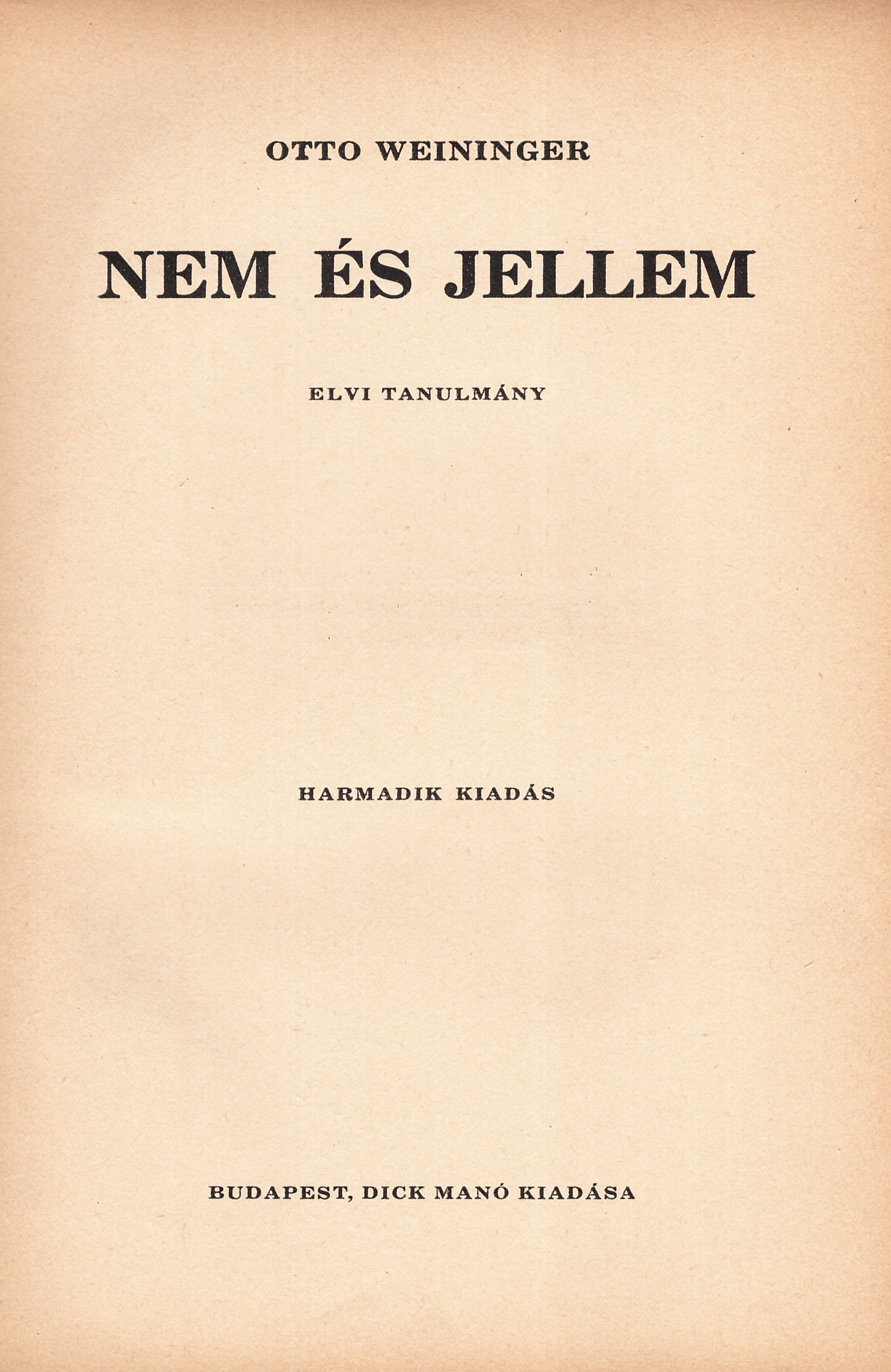
Nem és jellem (1913-as magyar nyelvű kiadás)

A mű azzal a megállapítással kezdődik, hogy gondolkodásunkat az általunk használt fogalmak határozzák meg. Ezek azonban többnyire nem fedik a valóságot, és emiatt a helytelen használat teljesen félrevezet bennünket. Ez több mint pusztán teoretikus probléma, mivel ezekkel a helytelen fogalmakkal védekezünk a világgal szemben. A két legősibb fogalmat emeli ki, amelyek kezdetektől meghatározzák szellemi életünket. Ezek a nő (Weib) és a férfi (Mann) fogalmai. Weininger szerint a nemi különbségek, ahogy azt érteni szokás, előfeltételezettek. Ez az előfeltevés olyan mértékű, hogy még a grammatika is ezt a helytelen használatot támasztja alá. Tehát a mű elsődleges célja a fogalmak használatának tisztázása.
Weininger biológiai példákkal bizonyítja, hogy a nemek tulajdonságai nem különülnek el. Olyannyira nem, hogy különböző mértékben megtalálhatók mindkét nemben. E nemi kettősség megnevezésére vezeti be a „Sexuelle Zwischenformen” kifejezést. A „köztes” kifejezés a két típus közti fokozatokra utal. Minden egyed két véglet, a két típus közt helyezkedik el. Ez a kettő a „női” (ideális női: W) és a „férfi” (ideális férfi: M) típusa. Ezek a típusok úgy működnek, mint a platóni ideák. Nem találhatóak meg a természetben. Weininger feltételezi, hogy egy organizmus minden egyes sejtje nemmel bír. Ennek bizonyításához a protoplazma több fajtáját különbözteti meg. Az idioplazma nemileg semleges, az arrhenoplazma a férfi protoplazma, míg a thelyplasma a női. Biológiai eszmefuttatásából azt a következtetést vonja le, hogy a férfi és női princípium összebékíthetetlenül szemben állnak.
Johnston véleménye szerint Weininger ebben a műben egy hipotézist torzít rögeszmévé azáltal, hogy az emberi viselkedést magyarázhatónak tartja a férfi és női protoplazma különbségei alapján. Johnston értelmezése azonban csak részben helytálló, hiszen ez csak a mű első része. A másodikban ezzel párhuzamosan pszichológiai és szociológiai eszközökkel próbálja megvilágítani a két típus ellentétét. Sok esetben úgy, hogy a két rész szembe kerül egymással. Lendvai L. Ferenc is a mű ellentmondásosságát emeli ki, mely szerint Weininger sehol nem dönt egyértelműen arról, hogy típusait biológiai vagy társadalmi alapon magyarázza.
Weininger azért tartja fontosnak a nemek új megközelítését, mert véleménye szerint eddig minden korábbi próbálkozás csupán felületes különbségeket tárt fel. Az anatómia sem tudta soha megragadni ezt a két típust, mivel pusztán néhány külső jegy alapján kísérelte meg elkülöníteni a két nemet egymástól. A típusok felmutatásával Weininger a valóságot kívánja leképezni. Az mű első részében tehát biológiai alapon határozza meg a két nemet, és a biológia szintjéről magyarázza a társadalmi jelenségeket. Véleménye szerint a párválasztást is meghatározott törvény irányítja. E szerint a két félnek egy férfi és egy női típust kell adnia. Ezek persze különböző mértékben fordulnak elő mindenkiben. Weininger ezzel próbálja bebizonyítani a szabad szerelem és az érdekházasság természetellenes voltát, hiszen ha végtelen sok köztes forma van, akkor mindenkinek a neki legmegfelelőbb párt kell megtalálnia, és mellette maradni. A két fél egymásra találásáért a szexuális ízlés felel, amelyből Weininger szeretné kizárni az esztétikumot. A szexuális ízlés azt határozza meg, hogy a szülők mely esetben mutatják a legnagyobb szexuális affinitást. Tehát a párválasztást biológiai törvények irányítják, amelyek megfelelnek a természet rendjének. Ráadásul ha megszegik ezeket a törvényeket, az hatással lesz az utódokra, mivel azok kevésbé lesznek életképesek.
A második részben Weininger kísérletet tesz az individualitás újragondolása. A két biológiai típus mintájára felállít két pszichológiai típust. Természetesen feltételezi a biológiai és a pszichológiai típusok közti párhuzamot, amelyeket ugyanúgy ideális típusként gondol el, mint az előző kettőt. Az emberi organizmus felépítésére is jellemző a biszexualitás már a sejtek szintjén is. A pszichológiai típusok mindegyike ugyanígy megtalálható minden emberben. Az egyén mindig a benne lévő két típus közt ingadozik. Weininger szerint a női típust a puszta szexualitás határozza meg. A szexualitás diffúz módon kiterjed az egész testére, ezáltal a nemi vágy állandóan jelen van, és minden cselekedetére kiterjed. Ezzel szemben a férfi több, mint önnön szexualitása. Távolságot tud tartani tőle, így a férfiaknál a gondolkodás és az érzés elkülönül. Ebből Weininger arra következtet, hogy az „M” tudatosan él, míg a „W” a férfitől kapja a tudatát.
A korábban elhangzottak ellenére Weininger hangsúlyozza, hogy nem akarja idealizálni a férfiakat, vagy alábecsülni a nőket. Hiszen az általa bemutatott férfi és nő: típusok. A két nem nem különül el egymástól, hiszen vannak férfiak, akik nőkké lettek, és azok is maradnak. Ám ez sem változtat azon, hogy a legfeljebb álló nő alacsonyabban helyezkedik el, mint legalul álló férfi.
A típusok elméletét nem csak egyénekre, hanem népekre is kiterjeszthetőnek tartja. A zsidóságot tekinti a női típus egy népben történő megvalósulásának. Ez egy „pszichikai konstitúció”, egy típus, egy idea, ami a „zsidó népben tökéletesen” kifejeződik. A zsidókat és a nőket – a férfiakkal ellentétben – az köti össze, hogy nincs saját énjük. Mivel Weiningernek ez jelenti a tulajdonképpeni értéket, ezért értékük sincs. Nem individuumként, hanem a nemben élnek. Ezért játszik náluk jelentős szerepet a család. Meghatározása szerint az abszolút zsidó lélektelen. A megoldás a zsidóság problémájára szerinte az, ha elveszti zsidóságát. Ez azonban csak személyként valósítható meg. Emiatt kilátástalan a cionizmus, mert kollektívan próbálja megoldani a kérdést. Az egész lélek és individualitás elemzés betetőzésével jut el a hit kérdéséhez, ami Weininger szerint a létezés csúcsa. Ez kizárólag individuumként lehetséges, így a nő és a zsidó, aki a nemben él, nem érheti el. A zsidó, még a női típusnál is inkább szemben áll a hittel. A zsidó Weininger véleménye szerint egyenesen vallás- és hitellenes. A nő ezzel szemben csak a férfiban hisz, ezért nincs hite. A férfihoz mint individuumhoz Weininger szerint a hit elengedhetetlenül hozzátartozik; ezért tekinti a kereszténységet a zsidóság negációjának.
A zsidó típus meghatározását kiterjeszti egész korára. Weininger szerint a századforduló nyugati kultúrája a legzsidóbb és legnőiesebb kor. Nem más, mint pusztán „koitusz-kultúra”. A nő és a zsidó bűnösen tartják a férfit azzal, hogy nem engedik megjelenni a társadalomban az aszkézist. Emiatt a férfiak is nőkké lettek, és egyetlen céljuk a koitusz végrehajtása. Ám ez mindkét felet leértékeli, éppen ezért a női emancipáció legnagyobb ellensége. A női emancipáció igénye a férfi típusból származik. A nő annak megfelelően akar emancipálódni, amekkora benne a férfi princípium aránya. Tehát Weininger úgy gondolta, hogy minden társadalmi kísérlet a nők emancipálására eleve bukásra van ítélve. Szerinte a női típusnak sem képessége, sem igénye nincs rá. Tehát csak a bennük lévő férfi akar emancipálódni. A nők és a zsidók problémáját Weininger a rabszolgákéval állítja párhuzamba. A drasztikus ítélet ellenére mégis azt írja, hogy még ha a nők és zsidók alul is akarnak maradni, akkor is azonos jogok illetik meg őket, mint a férfit („A férfi és a nő azonos jogokkal bírnak” [ford. szerk.]).
Az egyetlen megoldás, ha az amorális nő férfivá válik. Ám erre kevés esélyt lát, mivel a nő nem akarja a szabadságot. A nehézségek ellenére mégis meg kell próbálni, hiszen a két nem problémái összekapcsolódnak, ezért a férfinek magával kell vinnie a nőt. Ez úgy valósulhat meg, ha a nő lemond a koitusról. Tehát a nőnek nem a férfitól, hanem a nőtől kell emancipálódnia.
Halála után barátai sok időt fordítottak arra, hogy bebizonyítsák, Weininger műve nem pusztán Möbius Über den physiologischen Schwachsinn des Weibes (Leipzig 1901) című munkájának plágiuma.

## Über die letzten Dinge (Végső dolgokról)

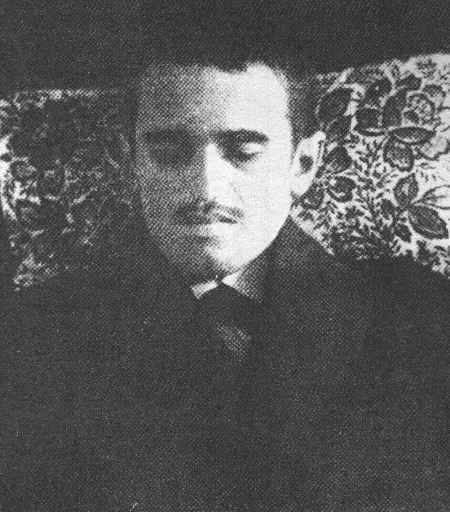
Weininger a halottas ágyon, 1903

A mű posztumusz jelent meg 1904-ben. Több szorosan össze nem tartozó írásból áll. Aforizmáktól kezdve, Peer Gynt-elemzésen keresztül, egészen metafizikai próbálkozásokig terjed. Nehéz benne egységes koncepciót felfedezni. Az egyes írások időrendi sorban követik egymást, és ebben a sorban egyetlen állandó irányt lehet felfedezni: a dualizmus egyre erőteljesebb kiterjesztését, és a fokozatosan erősödő vallásos jelleget. 
Weininger szerint minden ember tartalmaz valamennyit a káoszból, a semmiből, az ördögből, a mindenből, a kozmoszból és az istenségből. Ezek viszonya dialektikus. A semmi megnyilvánulása teszi lehetővé az istenség ennek megfelelő ellentétes megnyilvánulását. Minél nagyobb a semmi veszélye, annál nagyobb lesz a lét győzelme. Ez individuális szinten is így van. A legkiemelkedőbb emberek nem egyszerűen a bűnösök ellentétei, hanem azok legteljesebb meghaladása. Ezért van az, hogy a pusztán jó emberek etikája „szükségszerűen lapos”.
Weiningernél a legmagasabb szintű erény és a zsenialitás azonos. A bűnöst az erényestől a szabadság hiánya különbözteti meg. A szabadsággal jelenik meg az individualitás. Ha ez hiányzik, akkor az illető nem individuum, hanem csupán egy „energianyaláb”. Ezt a Geschlecht und Charakter női típus-elemzésével lehet párhuzamba állítani, mivel a bűnösség később bevezetett fogalma is a szexualitáson alapul. Weininger több típuson keresztül próbálja megragadni a szabad individuummá válás problémáját. A tudathoz jutás legkönnyebb útjaként a szeretetet nevezi meg. Ez persze az ideák valamiféle platóni szemléletével rokon. Ezzel élesen szembeállítva jelenik meg a szerelem, ami a szexualitáshoz kapcsolódik, és az én elvesztését vonja maga után.
A cél hasonlóan a korábbi műben kifejtettekhez a hit elérése. Ám az Über die letzten Dinge-ben ennél jóval tovább megy. A hit nem csupán a szeretet és a szabadság megvalósulása. A hit által az ember az örökkévalóba vezeti magát, és istenné lesz. Az apa és a fiú típusának bevezetésével igyekszik megragadni az istenné válás folyamatát. Példája Krisztus, aki – értelmezése szerint – fiúból apává vált. A fiú, mivel empirikusan korlátozott szubjektum, amíg fiú, csak utálni tudja magát. Fiúként nem-szabadnak érzi magát. E két típus mentén oszlanak szét a magukat utáló és szerető emberek. A fiú azonban felülkerekedhet az utálatán, és szabaddá válhat, ha apává válik.

## Karakterológia
Weininger a karakterológiát tekinti a valóság megismeréshez legmegfelelőbbnek módszernek. Szerette volna a tudományok közt az őt megillető helyet kivívni számára. A karakterológia feloldaná az anatómia és a pszichológia közt fennálló kettősséget. Ez a tudomány biztosítaná a fizikai és a pszichikai közti kapcsolat megértését. A Geschlecht und Charakter típusain kívül az Über die letzten Dinge-ben több újat is megalkot. Pl.: a kereső, a pap, a fiú, az apa; ezeken kívül a növény és állatvilágból is kölcsönöz jó néhány típust: ló, kutya stb.. A kereső mindig saját lelkét keresi, míg a pap megosztja magát másokkal. A pap számára saját énje előfeltevés, ám ezzel együtt jár a teljesség érzése. Ezzel szemben a keresőt saját tökéletlensége kísérti.

## Weininger ésWittgenstein
A két szerző közti kapcsolatot nehéz meghatározni. Weininger a bécsi értelmiség nagy részére komoly hatással volt. Weininger hatása Wittgensteinre megcáfolhatatlan, hiszen Wittgenstein maga említi őt azok közt a szerzők közt, akik filozófiai fejlődését befolyásolták. Allan Janik Weininger hatását jóval erőteljesebbnek gondolja el, hiszen azt állítja, hogy ha Wittgenstein saját bevallása szerint hatást gyakorolt rá Weininger, akkor ez központi befolyás lehetett. Ezt nem úgy kell érteni, hogy Wittgenstein átemelt volna valamit, hiszen kettejük gondolkodása teljesen különbözik. Janik szerint Tractatus logico-philosophicusban is az a morális komolyság jelenik meg, ami Weininger életében és filozófiájában. Ez a Tractatusban megjelenő „etikai tett”-ben csúcsosodik ki, amellyel Wittgenstein meghúzza a határt az értelmesen mondható körül.
Wittgenstein nem használt fel közvetlenül semmit a Nem és jellem című műből, de úgy gondolta, hogy tagadása fontos igazságot rejt. Mindkét szerző a nyelv helytelen használatával próbált szembeszállni. Weininger szerint ennek alapja a szexualitás, míg Wittgenstein szerint maga a nyelv. Természetesen az önámítással való szembeszegülés származhatott volna ugyanúgy Platóntól, Lichtenbergtől, Ágostontól, Schopenhauertől vagy éppen Kierkegaardtól. Janik azzal indokolja Weiningerre tett voksát, hogy mindkét szerző a fogalmak két szempontú szűrését tartja szükségesnek: egyrészt empirikus, másrészt fogalmi tisztázást. A legfontosabb, hogy nem bízhatunk saját ideáinkban. Weininger, akárcsak Wittgenstein, azt akarja tudatosítani, ami természettől a miénk. A filozófiai problémák mindkettejük számára csak a „szív megváltoztatásával” oldhatóak meg, tehát nem érvekkel. A teoretikus perspektívát praktikussal kívánják felváltani: ahol a problémák tényleg megoldhatóak, megoldódnak.
Weininger gondolkodása fontos szerepet játszott Wittgenstein önértelmezésében, és saját zsidó identitásának meghatározásában. Weininger tézisét alkalmazza önmagára, amely szerint a zsidó képtelen valami új létrehozására. Wittgenstein a Vermischte Bemerkungenban a következőket írja: „A legnagyobb zsidó zseni csak tehetség (mint én).” A nyugati kultúrában mindig más mércével mérték őket. Ezért mondta Spengler Weiningerről, hogy nem lehet nyugati gondolkodóként tekinteni rá. Weininger a nyugati világ szentje, aki a fausti világgal szállt szembe. Morális dualizmusa „tisztán mágikus koncepció”. A zsidó gondolkodása reproduktív, csak mások munkáit világítja meg. Nem talál ki semmi újat, csupán hasonlatokat fedez fel.

## Weininger ésFreud
Weiningert, ahogy egész korát, érdekelte a pszichológia. Ám szakítani akart az akkori „Empfindungstheorie”-val. Szerinte nem léteznek izolált érzések, mivel mindent a karakter határoz meg. Szemben Freuddal nála az egyedi érzéseket, cselekedeteket nem egy a gondolatok mögött székelő valami határozza meg, hanem a karakter. Ez azonban nem egy ezektől különálló entitás, hanem a karakter az egyes cselekedetekben és érzésekben nyilvánul meg. A kor pszichológiája helyébe a karakterológiát kívánta állítani.
Freud és Weininger személyesen nem találkoztak, de legalább részben ismerték egymás nézeteit. Weininger barátja, Hermann Swoboda Freudhoz járt analízisre, és közvetítette a pszichológus különféle gondolatait. David Abrahamsen feljegyzései alapján tudjuk, hogy Freud olvasta Weininger disszertációját. A zsidókra vonatkozó értelmezését teljesen irányt tévesztettnek ítélte. Freud analízise szerint a fiatal filozófus életét és munkáját zsidó származása és homoszexualitása miatt fellépő önutálat határozta meg, és végül ez hajszolta öngyilkosságba. Freud idézi Weiningert, amikor a szexuális identitás kérdését tárgyalja. Őt hozza példaként a kasztrációs komplexus értelmezéséhez, mivel ezt úgy határozza meg, mint ami az antiszemitizmus legmélyebb gyökere. Az érdekes hivatkozások ellenére a két szerző valószínűsíthetően nem gyakorolt kimutatható hatást egymásra.

## Korkritika
Weininger gondolkodásában a modern kor értékei egyértelműen a hanyatlást testesítik meg. A Geschlecht und Charakter nem más, mint a bécsi modernség kritikája. A kor züllött állapotát a zsidó típusában határozta meg. Szerinte a nyugati kultúra a legzsidóbb és legnőiesebb. A századfordulón a zsidó mint típus meghatározása széles körben elterjedt volt. Többet jelentett, mint a zsidó valláshoz való tartozást. A nemzetközi szellemi irányultságot fejezték ki vele. Ez szolgált ellenpontként az egyre erősebb nacionalizmus és a népiesség számára is.
Ehhez a meghatározáshoz kapcsolódik Ferdinand Tönnies klasszikussá vált megkülönböztetése, ami a korban széles körben ismert volt. Tönnies a modern társadalom két alapvető szerveződési formájának a „közösséget” (Gemeinschaft) és a „társadalmat” (Gesellschaft) tekintette. Az előbbi a hagyományos életkereteket megőrző, konvenciók által szabályozott alakzatokat jelenti, míg az utóbbi egy racionális terv alapján létrehozottat. Tönnies Weiningerhez és Weberhez hasonlóan pesszimistán szemléli a hagyományos keretek elvesztését. Sok más szerző is felhasználta ezt az ellentétpárt, és általában ennek egy részletét dolgozták ki és abszolutizálták. Weininger főműve éppen ebbe a sorba illik.

## Magyarul
- Nem és jellem; ford. Gábor Andor; Dick, Bp., 1913
- Peer Gynt és Ibsen. Értekezések; ford. Bolgár Mózes, bev. Rappaport Móric; Czettel-Deutsch Ny., Bp., 1921 (Háromcsillagos Orion-könyvek. Népszerű tudomány)
- Zsidóság és kereszténység; Tip. Româneasca, Oradea, 1922
- Notesz / Levelek egy baráthoz; előszó Artur Gerber, ford., utószó Hernádi Miklós, jegyz., bibliográfia Csáki Márton és Hernádi Miklós; Qadmon, Bp., 2009
- Nem és jellem. Elvi tanulmány; ford. Dávid Andrea; Kvintesszencia, Debrecen, 2010